# Анациклус лекарственный
Слюногон лекарственный или Слюногон аптечный (лат. Anacyclus pyrethrum) — вид травянистых многолетних растений рода Анациклус (Anacyclus) семейства Астровые, или Сложноцветные (Asteraceae), обликом похожих на представителей рода Ромашка (Matricaria).

## Название
В литературе растение встречается под многими русскими названиями: Слюногон аптечный, Анациклус лекарственный, Анациклус пиретрум, Анациклус сжатый,  Анацикл лекарственный, немецкая ромашка, ромашка немецкая, испанская ромашка.
Ряд русских названий образованы от научных названий вошедших в синонимику вида, некоторые другие возникли в связи с лекарственным использованием растения и характером действия препаратов, изготовленных из него.
Синонимика вида:
- Anacyclus depressus Ball, 1873
- Anacyclus freynii Porta & Rigo ex Willk., 1893
- Anacyclus officinarum Hayne, 1846
- Anacyclus pseudopyrethrum Asch., 1858

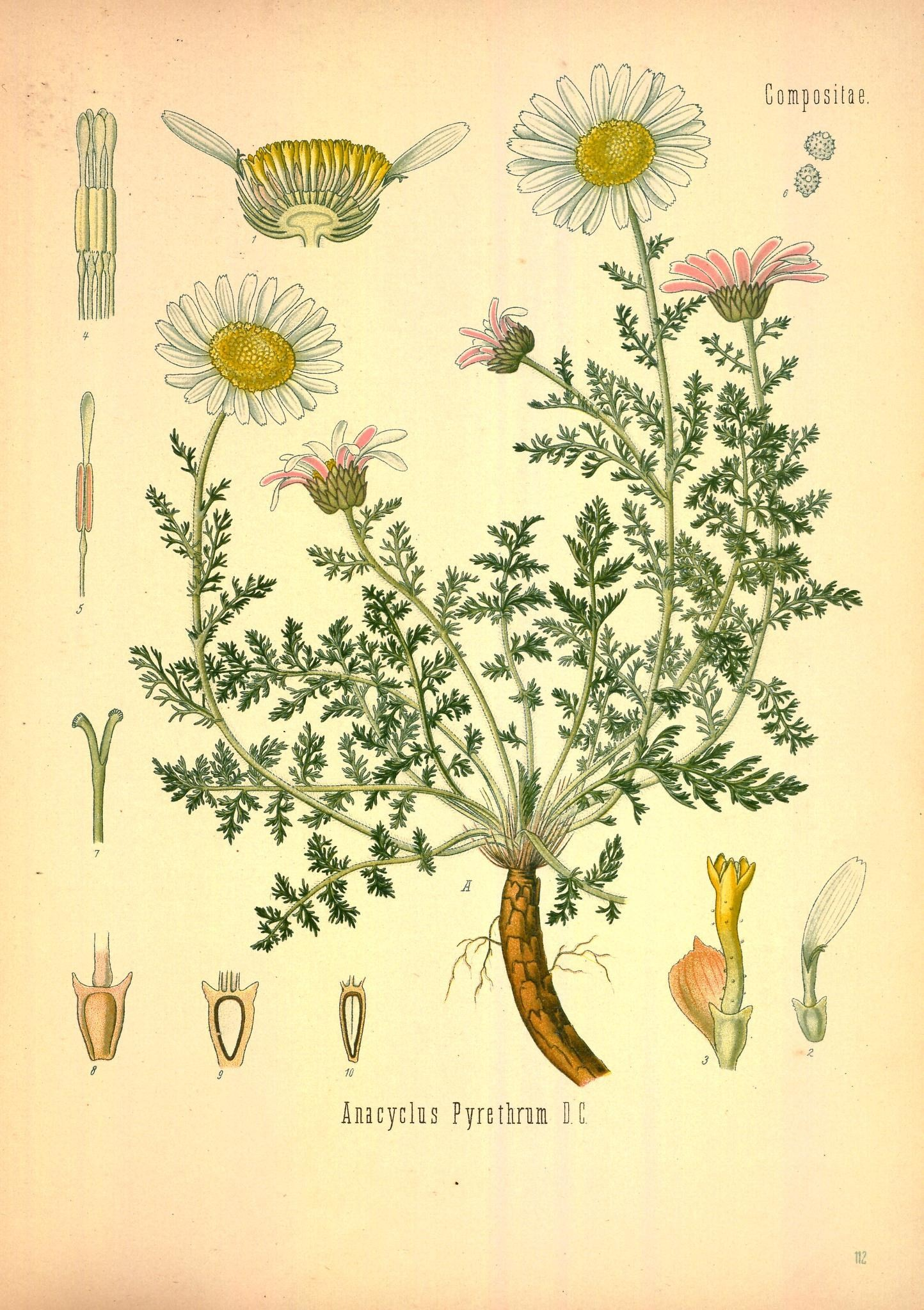

- Anacyclus pulcher Besser ex DC., 1837
- Anacyclus pyrethrum (L.) Cass. nom. illeg.
- Anacyclus pyrethrum (L.) Link nom. illeg.
- Anacyclus pyrethrum (L.) DC., 1815 nom. inval.
- Anacyclus pyrethrum var. depressus (Ball) Maire
- Anacyclus pyrethrum var. microcephalus Maire
- Anacyclus pyrethrum var. subdepressus Doumergue
- Anthemis pyrethrum L., 1753basionym

## Ботаническое описание
Растение высотой до 40 см с прямым или приподнимающимся стеблем, мало волосистым, ветвистым, у основания почти голым.
Листья слабо опушённые, вытянутые дважды-перисторассечённые, двух-трёхраздельные, линейные и линейно-шиловидные заострённые, доли расходящиеся, длиной до 10мм.
Корзинки одиночные диаметром около 1 см, сидящие на длинных и толстых коротко волосистых цветоножках, размещаются на верхушках ветвей и стебля. Цветоложе выпуклое, с перепончатыми коротко остроконечными прицветниками. Краевые цветки с эллиптическими язычками около 10 мм длиной, сверху белыми, снизу красноватыми; внутренние цветки трубчатые обоеполые лимонно-жёлтого цвета. Семянки плоские обратно-яйцевиднотреугольные до 3 мм длиной и около 2 мм шириной, у краевых семянок широкие крылья с широкими треугольными ушками сверху, у внутренних семянок крылья исчезающе узкие без ушек. 
Цветение идёт в июле—августе.

## Распространение
Естественным образом произрастает в Средиземноморье. Издавна культивируется в Германии. В России распространилось как культурное растение, где местами одичало.

## Использование
Растение известно как лекарственное. Культивировалось в Германии ради получения корня Radix Pyrethrii, содержащего эфирные масла, инулин, алкалоиды пиретрин и пеллиторин. Корень заготавливают осенью после завершения периода вегетации.
Настой перетёртых корней применяли в народной медицине при зубной боли как болеутоляющее, при заболеваниях языка, в качестве слюногонного средства и как наружное раздражающее средство.